# Pierre brisée du pont d'Uji

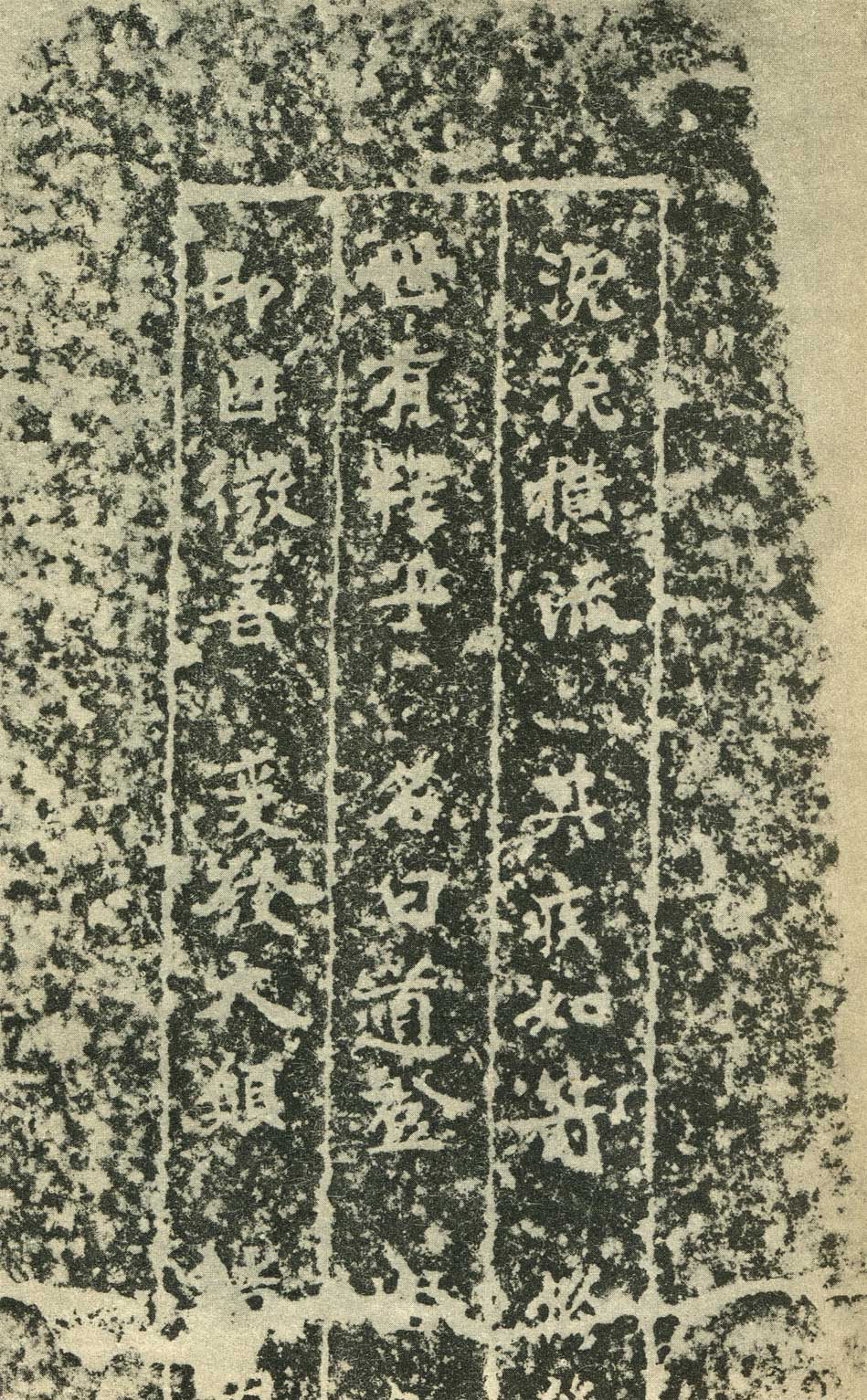
Empreinte sur papier de la partie supérieure de l’inscription.

La pierre brisée du pont d'Uji (宇治橋断碑, ujibashi danpi) est la plus ancienne inscription sur pierre du Japon et l'exemple le plus ancien de calligraphie japonaise. Cette pierre commémore la construction du pont d'Uji, achevé en 646.